# ميخائيل بي شي
ميخائيل بي شي (بالإنجليزية: Michael P. Shea)‏ هو محامي وقاضي أمريكي، ولد في 1 أبريل 1967 في هارتفورد في الولايات المتحدة.